# Milnesium
Milnesium là một chi gấu nước, thuộc lớp Eutardigrada.

## Các loài
Loài đã được mô tả:

- Milnesium alabamae Wallendorf & Miller, 2009[3]
- Milnesium almatyense Tumanov, 2006
- Milnesium alpigenum Ehrenberg, 1853
- Milnesium antarcticum Tumanov, 2006
- Milnesium argentinum Roszkowska, Ostrowska & Kaczmarek, 2015
- Milnesium asiaticum Tumanov, 2006
- Milnesium barbadosense Meyer & Hinton, 2012
- Milnesium beasleyi Kaczmarek, Jakubowska & Michalczyk, 2012
- Milnesium beatae Roszkowska, Ostrowska & Kaczmarek, 2015
- Milnesium berladnicorum Ciobanu, Zawierucha, Moglan & Kaczmarek, 2014[4]
- Milnesium bohleberi Bartels, Nelson, Kaczmarek & Michalczyk, 2014[5]
- Milnesium brachyungue Binda & Pilato, 1990
- Milnesium cassandrae Moreno-Talamantes, Roszkowska, García-Aranda, Flores-Maldonado & Kaczmarek, 2019
- Milnesium burgessi Schlabach, Donaldson, Hobelman, Miller & Lowman, 2018
- Milnesium dornensis Ciobanu, Roszkowska & Kaczmarek, 2015
- Milnesium dujiangensis Yang, 2003
- Milnesium eurystomum Maucci, 1991
- Milnesium fridae Moreno-Talamantes, León-Espinosa, García-Aranda, Flores-Maldonado & Kaczmarek, 2020
- Milnesium granulatum Ramazzotti, 1962
- Milnesium jacobi Meyer & Hinton, 2010[6]
- Milnesium katarzynae Kaczmarek, Michalczyk & Beasley, 2004
- Milnesium kogui Londoño, Daza, Caicedo, Quiroga & Kaczmarek, 2015
- Milnesium krzysztofi Kaczmarek & Michalczyk, 2007
- Milnesium lagniappe Meyer, Hinton & Dupré, 2013
- Milnesium longiungue Tumanov, 2006
- Milnesium minutum Pilato & Lisi, 2016
- Milnesium quadrifidum Nederström, 1919
- Milnesium reductum Tumanov, 2006
- Milnesium reticulatum Pilato, Binda & Lisi, 2002
- Milnesium sandrae Pilato & Lisi, 2016
- Milnesium shilohae Meyer, 2015
- Milnesium swansoni Young, Chappell, Miller & Lowman, 2016[7]
- † Milnesium swolenskyi Bertolani & Grimaldi, 2000
- Milnesium tardigradum Doyère, 1840
- Milnesium tetralamellatum Pilato & Binda, 1991
- Milnesium tumanovi Pilato, Sabella & Lisi, 2016
- Milnesium validum Pilato, Sabella, D'Urso & Lisi, 2017
- Milnesium variefidum Morek, Gąsiorek, Stec, Blagden & Michalczyk, 2016
- Milnesium vorax Pilato, Sabella & Lisi, 2016
- Milnesium zsalakoae Meyer & Hinton, 2010[6]